# La Course à la mort (film, 1915)
Pour les articles homonymes, voir Course à la mort (homonymie).
La Course à la mort (Protéa III)  est un film d'espionnage français  en 3 épisodes réalisé par Joseph Faivre en 1915. 
C'est le troisième film de la série Protéa, mettant en scène Josette Andriot, et le second réalisé par Joseph Faivre. Son coscénariste, Gérard Bourgeois, réalisera le suivant, Les Mystères du château de Malmort, en 1917.

## Synopsis
Protéa est chargée par le gouvernement de remettre la main le plus rapidement possible sur les plans ultras-secrets d'un nouveau propulseur dérobés à un ingénieur de l'armement par des espions à la solde de l'ennemi. Grâce à son audace et à sa détermination, elle va réussir à surmonter les nombreux obstacles qui vont se dresser devant elle et à restituer les précieux documents à son pays.

## Fiche technique
- Réalisation : Joseph Faivre
- Scénario : Joseph Faivre et Gérard Bourgeois
- Société de production : Société Française des Films Éclair
- Format : Noir et blanc - Muet - 1,33:1 - 35 mm
- Métrage premier épisode : 2 030 m (1 prologue + 5 parties)
- Métrage deuxième épisode : 1 710 m (1 prologue + 4 parties)
- Métrage troisième épisode : 1 330 m (1 prologue + 3 parties)
- Genre : Film d'espionnage
- Date de sortie : 
  -  France : 12 novembre 1915[1]

## Distribution
- Josette Andriot : Protéa
- Édouard Pinto : Teddy
- Camille Bardou
- Jacques Feyder
- André Brévannes
- Renée Sylvaire
- Henri Gouget